# Dun-sur-Auron
Dun-sur-Auron és un municipi francès, situat al departament de Cher i a la regió de Centre – Vall del Loira. L'any 2007 tenia 3.881 habitants.

## Demografia

### Població
El 2007 la població de fet de Dun-sur-Auron era de 3.881 persones. Hi havia 1.635 famílies, de les quals 573 eren unipersonals (187 homes vivint sols i 386 dones vivint soles), 523 parelles sense fills, 402 parelles amb fills i 137 famílies monoparentals amb fills.
La població ha evolucionat segons el següent gràfic:
Habitants censats

### Habitatges
El 2007 hi havia 1.954 habitatges, 1.672 eren l'habitatge principal de la família, 61 eren segones residències i 221 estaven desocupats. 1.754 eren cases i 132 eren apartaments. Dels 1.672 habitatges principals, 1.186 estaven ocupats pels seus propietaris, 466 estaven llogats i ocupats pels llogaters i 20 estaven cedits a títol gratuït; 77 tenien una cambra, 97 en tenien dues, 316 en tenien tres, 480 en tenien quatre i 703 en tenien cinc o més. 1.054 habitatges disposaven pel capbaix d'una plaça de pàrquing. A 719 habitatges hi havia un automòbil i a 652 n'hi havia dos o més.

### Piràmide de població
La piràmide de població per edats i sexe el 2009 era:
| Homes | Edats   | Dones |
| ----- | ------- | ----- |
| 0     | 95 o +  | 12    |
| 12    | 90 a 94 | 44    |
| 28    | 85 a 89 | 72    |
| 28    | 80 a 84 | 104   |
| 68    | 75 a 79 | 156   |
| 108   | 70 a 74 | 164   |
| 116   | 65 a 69 | 168   |
| 92    | 60 a 64 | 144   |
| 96    | 55 a 59 | 96    |
| 136   | 50 a 54 | 144   |
| 124   | 45 a 49 | 164   |
| 136   | 40 a 44 | 108   |
| 144   | 35 a 39 | 112   |
| 132   | 30 a 34 | 132   |
| 104   | 25 a 29 | 108   |
| 84    | 20 a 24 | 112   |
| 104   | 15 a 19 | 72    |
| 128   | 10 a 14 | 100   |
| 108   | 5 a 9   | 132   |
| 72    | 0 a 4   | 60    |

## Economia
El 2007 la població en edat de treballar era de 2.303 persones, 1.575 eren actives i 728 eren inactives. De les 1.575 persones actives 1.415 estaven ocupades (716 homes i 699 dones) i 160 estaven aturades (70 homes i 90 dones). De les 728 persones inactives 313 estaven jubilades, 178 estaven estudiant i 237 estaven classificades com a «altres inactius».

### Ingressos
El 2009 a Dun-sur-Auron hi havia 1.743 unitats fiscals que integraven 3.800,5 persones, la mediana anual d'ingressos fiscals per persona era de 17.154 €.

### Activitats econòmiques
Dels 177 establiments que hi havia el 2007, 3 eren d'empreses extractives, 6 d'empreses alimentàries, 1 d'una empresa de fabricació d'elements pel transport, 9 d'empreses de fabricació d'altres productes industrials, 34 d'empreses de construcció, 46 d'empreses de comerç i reparació d'automòbils, 5 d'empreses de transport, 12 d'empreses d'hostatgeria i restauració, 2 d'empreses d'informació i comunicació, 10 d'empreses financeres, 8 d'empreses immobiliàries, 14 d'empreses de serveis, 14 d'entitats de l'administració pública i 13 d'empreses classificades com a «altres activitats de serveis».
Dels 70 establiments de servei als particulars que hi havia el 2009, 1 era una oficina d'administració d'Hisenda pública, 1 gendarmeria, 1 oficina de correu, 4 oficines bancàries, 1 funerària, 6 tallers de reparació d'automòbils i de material agrícola, 1 taller d'inspecció tècnica de vehicles, 1 autoescola, 5 paletes, 8 guixaires pintors, 7 fusteries, 7 lampisteries, 5 electricistes, 6 perruqueries, 2 veterinaris, 8 restaurants, 3 agències immobiliàries, 1 tintoreria i 2 salons de bellesa.
Dels 23 establiments comercials que hi havia el 2009, 2 eren supermercats, 1 una gran superfície de material de bricolatge, 1 una botiga de més de 120 m², 2 fleques, 3 carnisseries, 1 una peixateria, 2 botigues de roba, 1 una botiga de roba, 1 una botiga d'equipament de la llar, 2 botigues d'electrodomèstics, 1 una botiga de mobles, 1 una botiga de material de revestiment de parets i terra, 1 una perfumeria i 4 floristeries.
L'any 2000 a Dun-sur-Auron hi havia 32 explotacions agrícoles que ocupaven un total de 2.832 hectàrees.

## Equipaments sanitaris i escolars
El 2009 hi havia 1 un hospital de tractaments de llarga durada, 1 psiquiàtric, 3 farmàcies i 1 ambulància.
El 2009 hi havia 1 escola maternal i 2 escoles elementals. Dun-sur-Auron disposava d'un col·legi d'educació secundària amb 373 alumnes.

## Poblacions més properes
El següent diagrama mostra les poblacions més properes.